# ازونکو یازبتس
ازونکو یازبتس (کرواتی: Zvonko Jazbec؛ ۷ سپتامبر ۱۹۱۱ – ۱۵ مارس ۱۹۷۰) بازیکن فوتبال اهل یوگسلاوی بود.
از باشگاه‌هایی که در آن بازی کرده‌است می‌توان به باشگاه فوتبال کنکوردیا اشاره کرد.
وی همچنین در تیم‌های ملی فوتبال یوگسلاوی و کرواسی بازی کرده‌است.